# Agapa
Agapa – w czasach pierwszych chrześcijan był to wspólny posiłek, braterska uczta, która pierwotnie była połączona z Eucharystią. Ze względów pietystycznych z czasem nabyła samodzielnego charakteru. Obecnie jest to przeważnie spotkanie towarzyskie bądź uczta po wspólnej mszy świętej, służące umocnieniu więzi pomiędzy członkami wspólnoty wiernych. Pochodzi od słowa agape, oznaczającego miłość (między braćmi), oraz nazwy wspólnego posiłku, spożywanego przez członków gminy. Zwyczaj ten zanikł około VII wieku.
Rozpowszechniona wśród różnego rodzaju wspólnot chrześcijańskich, np. w kościołach ewangelikalnych, starokatolickich, Drodze Neokatechumenalnej oraz Ruchu Światło-Życie.
Agapa ma na celu stworzenie jedności wśród członków wspólnoty, poprzez okazywanie radości wynikającej z daru przyjętego sakramentu. Aby wzbogacić to spotkanie i uczynić je bardziej uroczystym, szykuje się smaczne potrawy, aby w czasie ich spożywania (tak jak w wieczerniku Jezus z apostołami) bracia namacalnie dostrzegali jedność i miłość w swojej wspólnocie. Jest to także znak: bracia dzielą się chlebem, a na tym też polega Eucharystia.